# Ajdar Biekżanow
Ajdar Bułatuły Biekżanow (ros. Айдар Булатулы Бекжанов; ur. 20 maja 1993 w Uralsku) – kazachski łyżwiarz szybki specjalizujący się w short tracku, dwukrotny olimpijczyk, medalista uniwersjady i igrzysk azjatyckich.
Dwukrotnie uczestniczył w zimowych igrzyskach olimpijskich. W 2010 roku na igrzyskach w Vancouver wystartował w dwóch konkurencjach – zajął 28. miejsce w biegu na 500 m, a na 1000 m został zdyskwalifikowany w rundzie kwalifikacyjnej. Cztery lata później na igrzyskach w Soczi zaprezentował się w trzech konkurencjach – był 20. w biegu na 500 m, 29. na 1500 m oraz 5. w sztafecie.
W latach 2010–2017 wielokrotnie startował w mistrzostwach świata. Najwyższe w karierze, szóste miejsce w zawodach tej rangi osiągnął w 2017 roku w biegu sztafetowym. Indywidualnie jego najlepszym rezultatem w mistrzostwach świata było 17. miejsce w biegu na 1000 m w 2010 roku. W sezonie 2016/2017 dwukrotnie zajął trzecie miejsce w biegach sztafetowych zaliczanych do klasyfikacji Pucharu Świata (w Mińsku i w Salt Lake City).
W 2011 roku zdobył brązowy medal igrzysk azjatyckich, a w 2017 roku brązowy medal uniwersjady, oba w biegach sztafetowych.